# 達ノ矢源之助
達ノ矢 源之助（だてのや げんのすけ、1888年4月27日 - 1945年11月10日）は、現在の山形県長井市出身で出羽海部屋に所属した力士。本名は梅津 源之助。5代君ヶ濱。176cm、94kg。最高位は東前頭2枚目。

## 経歴
1904年5月初土俵、1915年1月新入幕、1921年5月引退し、5代君ヶ濱を襲名した。

## 成績
- 通算26場所75勝102敗1休3分預
- 幕内13場所46勝83敗1休

## 改名
梅川→達ノ矢